# Evippa jocquei
Evippa jocquei är en spindelart som beskrevs av Mark Alderweireldt 1991. Evippa jocquei ingår i släktet Evippa och familjen vargspindlar. Inga underarter finns listade i Catalogue of Life.